# Kritomenes
Kritomenes war ein griechischer Töpfer, tätig in der Mitte des 6. Jahrhunderts v. Chr. in Athen. Er gehört zu den Kleinmeistern.
Er ist nur bekannt durch die Signatur eines Skyphos aus Sardis in Princeton, Art Museum 29.180. Der zweite Buchstabe der Signatur ist nur fragmentarisch erhalten und könnte eher ein „Rho“ als ein „Lambda“ gewesen sein, danach dürfte der Name statt des ursprünglich gelesenen Klitomenes’ (Smith, Beazley) Kritomenes gewesen sein (Heesen).
Der Skyphos besonderer Form (Band-Skyphos) ist wie eine Kleinmeister-Schale dekoriert. Im Inneren ist im Medaillon ein Schwan zu sehen, außen ist zwischen den Henkelpalmetten die Signatur angebracht. Die Signatur ist über beide Seiten des Gefäßes verteilt, was sonst nur noch beim Töpfer Xenokles bei der Randschale Wien, Kunsthistorisches Museum Wien IV 3670 vorkommt.